# Schwarz-Kiefer Kleinzschachwitzer Ufer 82

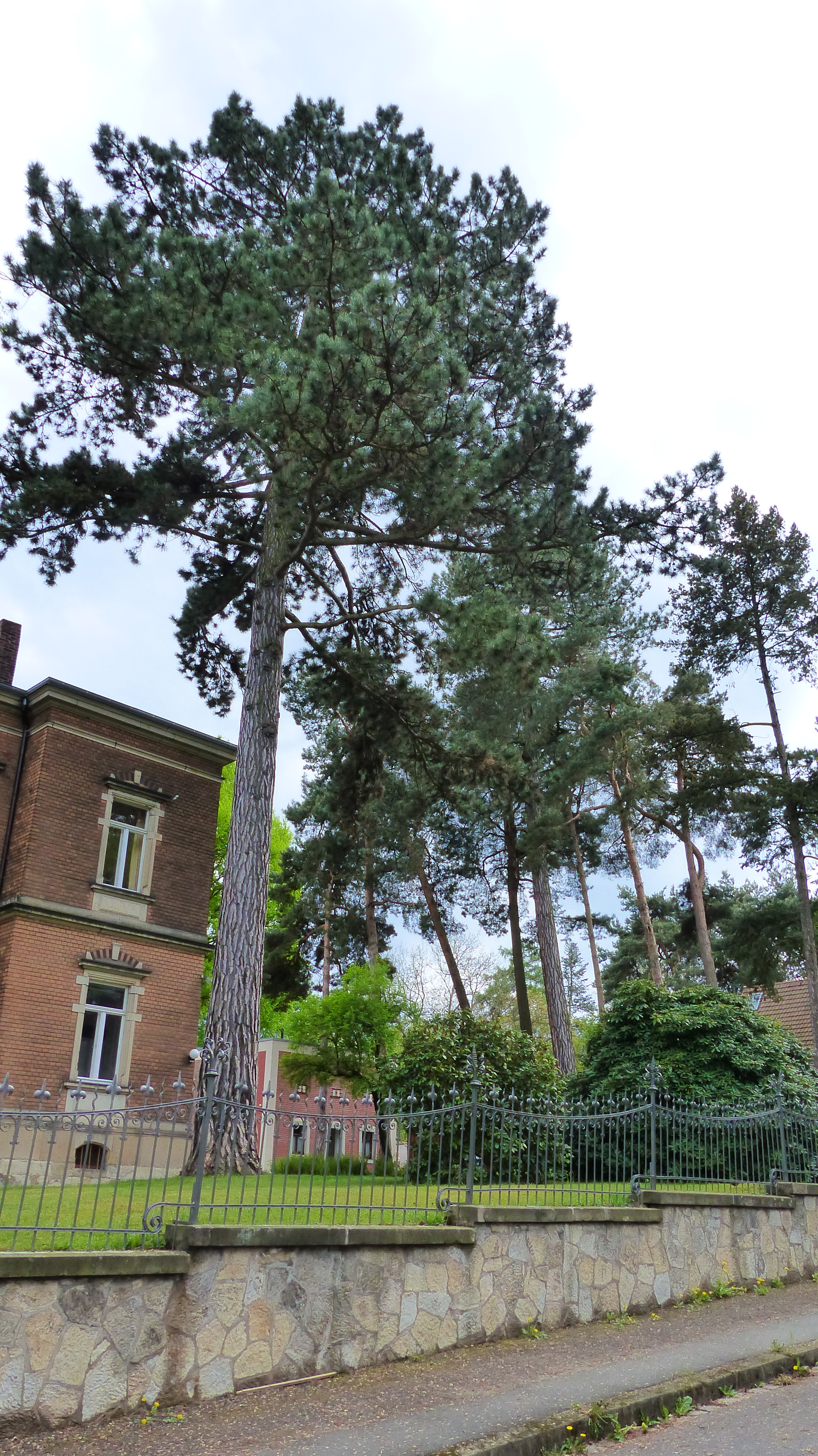
Schwarz-Kiefer an der Gebäudeecke zur Peter-Schmoll-Straße, Mai 2015

Die Schwarz-Kiefer Kleinzschachwitzer Ufer 82 in Dresden ist seit Anfang 2015 ein Naturdenkmal (ND 130). Schwarz-Kiefern (Pinus nigra) waren Anfang des 20. Jahrhunderts beliebte Bäume in Dresdner Villengebieten. Bei diesem Exemplar mit einem Stammumfang von 3,33 Metern handelt es sich um das mit Abstand schönste und größte Exemplar im Großraum Dresden.

## Geographie

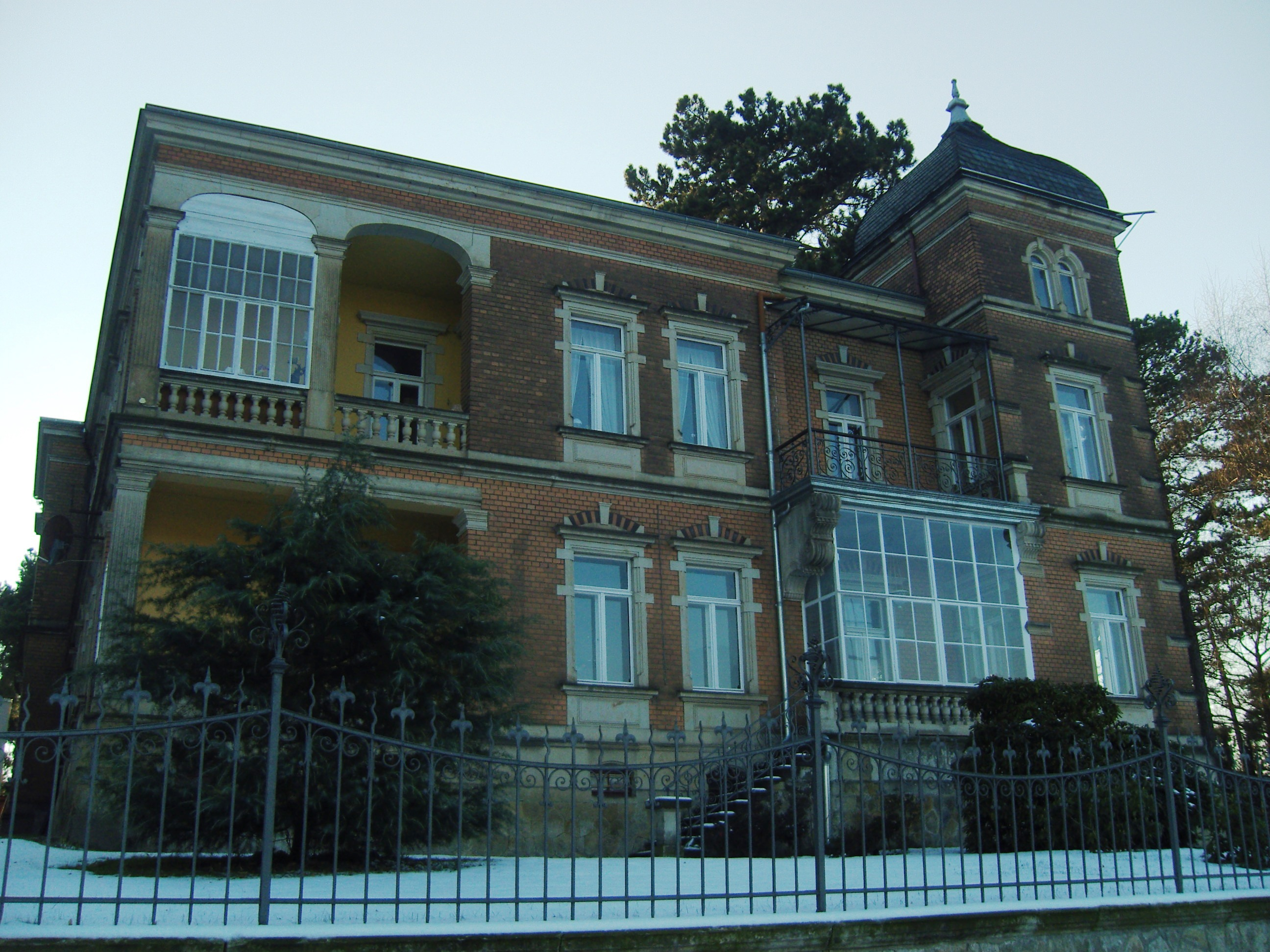
Denkmalgeschützte Villa Kleinzschachwitzer Ufer 82 mit der Schwarz-Kiefer im Hintergrund

Der Baum steht neben einer denkmalgeschützten Villa im dörflich geprägten Villenstadtteil Kleinzschachwitz auf dem Eckgrundstück Kleinzschachwitzer Ufer 82 vor der nordwestlichen Hausecke zur Peter-Schmoll-Straße. Die Straße Kleinzschachwitzer Ufer ist nur landseitig bebaut, der Blick zum knapp 200 Meter nordöstlich entfernten Elbufer ist frei. Etwas flussaufwärts, gut 300 Meter östlich des Baums, befindet sich der Anleger der Elbfähre nach Pillnitz („Schloßfähre“). Knapp 300 Meter in südwestlicher Richtung befindet sich die Gleisschleife und Endhaltestelle Kleinzschachwitz der Dresdner Straßenbahn (Linie 2).

## Geschichte
Die inzwischen denkmalgeschützte Villa auf dem Grundstück wurde um 1900 errichtet. Das Alter des Baums wurde 2011 auf etwa 80 Jahre geschätzt, er entstammt somit der ausgehenden Wilhelminischen Zeit oder der Weimarer Republik.
Anfang der 2010er war die Landeshauptstadt Dresden als Untere Naturschutzbehörde bestrebt, „39 besonders wertvolle Bäume an 29 Standorten als Naturdenkmale“ unter Schutz zu stellen. In Kleinzschachwitz betraf dies neben der Schwarz-Kiefer die Küstentanne Freischützstraße. Mit der Schwarz-Kiefer Laubegaster Ufer 39 rund 1,5 Kilometer flussabwärts und der Schwarz-Kiefer Bergerstraße 10 in Laubegast waren auch zwei weitere Schwarz-Kiefern im Dresdner Stadtgebiet vertreten. Die Festsetzung als Naturdenkmal der Schwarz-Kiefer erfolgte im Januar 2015 mittels einer Verordnung.
Der Schutzbereich rings um den Baum erstreckt sich unter der gesamten Krone zuzüglich fünf Metern, mindestens jedoch elf Meter vom Stamm.